# تپه کول تپه ۲
تپه کول تپه ۲ مربوط به عصر آهن - دوره اشکانیان - دوره سلجوقیان - دوره ایلخانی است و در شهرستان ابهر، بخش سلطانیه، شهر سلطانیه، ۳۹۰۰ متری جنوب شرق سه راه سلطانیه واقع شده و این اثر در تاریخ ۱۲ دی ۱۳۸۶ با شمارهٔ ثبت ۲۰۴۵۴ به‌عنوان یکی از آثار ملی ایران به ثبت رسیده است.